# Anopheles pollicaris
Anopheles pollicaris är en tvåvingeart som beskrevs av Reid 1962. Anopheles pollicaris ingår i släktet Anopheles och familjen stickmyggor. Inga underarter finns listade i Catalogue of Life.